# Pentatlo naval nos Jogos Mundiais Militares de 2011
As competições de pentatlo naval nos Jogos Mundiais Militares de 2011 foram disputadas entre os dias 18 e 21 de julho. Os eventos tiveram lugar no Centro de Educação Física Almirante Adalberto Nunes.
Nos jogos militares deste ano, foram disputadas quatro medalhas de ouro: individual e por equipes. As modalidades disputadas são: Pista de obstáculos, natação de salvamento, natação utilitária, habilidade naval e cross country anfíbio.

## Calendário
| Julho          | 15 | 16 | 17 | 18 | 19 | 20 | 21 | 22 | 23 | 24 |
| -------------- | -- | -- | -- | -- | -- | -- | -- | -- | -- | -- |
| Pentatlo naval |    |    |    |    |    |    | 4  |    |    |    |

|  | Dia de competição |  | Dia de final |

## Medalhistas
Masculino
| Evento              | Ouro                         | Prata                     | Bronze              |
| Individual detalhes | Matthias Wesemann · Alemanha | Jacek Sliwinski · Polónia | Max Santos · Brasil |
| Equipes detalhes    | Polónia                      | Alemanha                  | Brasil              |

Feminino
| Evento              | Ouro                     | Prata                           | Bronze               |
| Individual detalhes | Caroline Buunk · Noruega | Terhi Pyyhtia-Sassi · Finlândia | Simone Lima · Brasil |
| Equipes detalhes    | Suécia                   | Noruega                         | Brasil               |

## Quadro de Medalhas
| Ordem | País      | Medalha de ouro | Medalha de prata | Medalha de bronze | Total |
| ----- | --------- | --------------- | ---------------- | ----------------- | ----- |
| 1     | Noruega   | 1               | 2                |                   | 3     |
| 2     | Polónia   | 1               | 1                |                   | 2     |
| 3     | Alemanha  | 1               |                  |                   | 1     |
| 3     | Suécia    | 1               |                  |                   | 1     |
| 5     | Finlândia |                 | 1                |                   | 1     |
| 6     | Brasil    |                 |                  | 4                 | 4     |

## Ligações Externas
- «Programação das disputas de pentatlo naval nos Jogos Mundiais Militares de 2011»